# Tapolan-Kyynärä
Tapolan-Kyynärä eller Kyynäräjärvet är sjöar i Finland. De ligger i kommunen Tammela i landskapet Egentliga Tavastland, i den södra delen av landet, 80 km nordväst om huvudstaden Helsingfors. Tapolan-Kyynärä ligger 108,9 meter över havet. Arean är 1,26 kvadratkilometer och strandlinjen är 12,06 kilometer lång. Sjön  ingår i Kumo älvs huvudavrinningsområde. 